# Uche Okechukwu
Uche Okechukwu (* 27. September 1967 in Lagos) ist ein nigerianischer Fußballspieler und trug mehrmals das Trikot seines Heimatlandes. Er nahm an der Fußball-Weltmeisterschaft 1994 in den USA sowie an der Fußball-Weltmeisterschaft 1998 in Frankreich teil, wo er als Kapitän sein Team anführte. 1994 gewann Okechukwu mit der Nationalmannschaft die Afrikameisterschaft und 1996 die Olympischen Spiele.

## Vereinskarriere
1987 begann Okechuwu seine Karriere bei den Flash Flamingoes. Von 1988 bis 1990 kickte er für Iwuanyanwu Nationale. Sein Talent blieb nicht lange unentdeckt: Er heuerte 1990 bei Brøndby IF an. In seiner Zeit in Dänemark konnte er vollends überzeugen, sodass der türkische Spitzenverein Fenerbahçe Istanbul auf ihn aufmerksam wurde und ihn unter Vertrag nahm.
Bei Fenerbahce avancierte Okechuwu zu einem Publikumsliebling. Er und der dänische Nationalspieler Jes Høgh bildeten die Innenverteidigung bei Fenerbahce. Okechuwu spielte insgesamt achteinhalb Jahre bei Fenerbahce und bestritt dabei 224 Liga-Spiele für den Verein, in denen er 19 Tore erzielen konnte.
Zur Saison 2002/2003 wechselte Okechuwu zu İstanbulspor, da er bei Fenerbahce nur noch ein Ergänzungsspieler war. Bei Istanbulspor war er vier Saisons aktiv. Er stieg mit dem Verein in die zweite Liga ab und verpasste in der Saison 2005/2006 in den Play-offs gegen Sakaryaspor knapp den Wiederaufstieg.

## Leben in der Türkei
Okechuwu und sein ehemaliger nigerianischer Teamkollege bei Fenerbahce, Jay Jay Okocha, beantragten 1997 die türkische Staatsangehörigkeit, Okechuwus türkischer Name ist Deniz Uygar.